# Urgedra multilineata
Urgedra multilineata är en fjärilsart som beskrevs av Druce 1906. Urgedra multilineata ingår i släktet Urgedra och familjen tandspinnare. Inga underarter finns listade i Catalogue of Life.